# Авдеенко, Дмитрий Владимирович
Дмитрий Владимирович Авдеенко (30 октября 1976, Баку) — ведущий Открытого турнира «Что? Где? Когда?» в г. Москве, известен в первую очередь как игрок «Что? Где? Когда?».

## Биография
Проходил обучение и успешно защитил степень магистра права в Бакинском государственном университете. С 1996 года участник интеллектуальных игр «Что? Где? Когда?» и «Брейн-ринг». Начинал в бакинском клубе «Атешгях», позже с 1999 года член сборной Азербайджана по «Брейн-рингу». В 2001 году переехал в Москву.
Работал в рекламном бизнесе, занимал должность руководителя креативной группы рекламного агентства «Fury». На данный момент ведущий Открытого турнира «Что? Где? Когда?» в г. Москве.

## «Что? Где? Когда?»
В зимней серии игр 2001 года провёл свою первую игру в московском клубе «Что? Где? Когда?».
В составе команды Балаша Касумова в 2004 году стал абсолютным чемпионом мира по игре «Что? Где? Когда?».
Неоднократно признавался лучшим игроком команды — обладатель 11 «Хрустальных атомов». На его счету четыре «Хрустальных совы», которые он получил в зимних сериях 2009 и 2010 годов, в летней серии 2018 года, а также в весенней серии 2022 года.

## Семья
У Дмитрия 4 детей от разных браков. Сын Даниил (2011 г.р.) живёт с матерью и 3 дочери — тройняшки — Варвара, Полина и Ульяна (2017 г.р.)